# Anstoss 2
Anstoss 2 ist eine Wirtschaftssimulation des deutschen Entwicklerstudios Ascaron, in dem der Spieler als Fußballmanager seinen Verein zum Erfolg führen soll. Das Spiel erschien 1997, vier Jahre nach dem Vorgängertitel, für Windows-PCs. Im Februar 1998 erhielt der Titel mit Anstoss 2: Verlängerung! eine Erweiterung und kam im September in einer Kombination aus Hauptspiel und Erweiterung unter der Bezeichnung Anstoss 2: Gold ein weiteres Mal in den Handel.

## Spielprinzip
In der Fortsetzung zu Anstoss wurde das Angebot der spielbaren Ligen auf die 2. Bundesliga und die damals daran anschließenden vier Regionalligen erweitert. Auch die obersten Spielklassen vierer europäischer Länder (Italien, Frankreich, England, Spanien) sind enthalten. Die Zahl der spielbaren Saisons wurde von zehn auf 100 heraufgesetzt. Wie bereits beim Vorgänger besaß Ascaron keine offiziellen Lizenzen, weshalb die Mannschafts- und Spielernamen verfremdet sind, sich jedoch mit Hilfe des mitgelieferten Editors vom Spieler anpassen lassen.
Kern des Spiels sind weiterhin das erfolgreiche Management eines Fußballvereins, mit Einflussnahme auf den Kader, das Training, Vertrags- und Sponsoringverhandlungen sowie die Ausstattung des Vereins. Allerdings verlegte das Spiel den Schwerpunkt vom Verein auf die Figur des Managers. So kann der Spieler nun auch für sich selbst Vertragsverhandlungen mit anderen Vereinen führen und seinen bisherigen Verein wechseln. Für das Grundspiel wurde die Bundestrainerkarriere zunächst entfernt, die erst mit der Erweiterung Verlängerung! wieder Einzug hielt. Als Kommentator der Spieltage konnte Ascaron den damaligen Premiere-Reporter Günter-Peter Ploog gewinnen.
Mit der Erweiterung Verlängerung! kann der Spieler zusätzlich zu seinem Verein auch wieder die Nationalmannschaft managen. Hinzu kommen zahlreiche Detailverbesserungen und -funktionen.

## Rezeption
„Ascaron hat alles weggelassen, „was nichts mit Fußball zu tun hat“. Klingt eigentlich ganz vernünftig – bis auf die unterrepräsentierte Stadionperipherie […] Zu den genialsten Einfällen gehören die Trainings-Wochenpläne, die Statistiken der Marke „Wunschlos glücklich“, der weitestgehende Verzicht auf dröge Zahlenwerte und die vorberechneten Torszenen […] Anstoß 2 [sic!] ist zwar nicht „der einzig wahre“, aber dafür der zur Zeit beste Fußballmanager.“

Der Verband der Unterhaltungssoftware Deutschland verlieh Ascaron im November 1998 einen Gold-Award für mehr als 100.000 verkaufte Einheiten auf dem deutschen Markt. 2000 veröffentlichte Ascaron den Nachfolger Anstoss 3.